# Wall (Wolfsegg)
Wall ist ein Ortsteil der Oberpfälzer Gemeinde Wolfsegg im Landkreis Regensburg von Bayern; das Kirchdorf liegt etwa 1,5 km südlich des Ortes Wolfsegg.

## Geschichte
Urkundlich ist erstmals 1136 ein Altmann von Wald bezeugt. Er erscheint als einer der sechs Kriegsleute des Albero von Bocksberg, der damals ein Gut in Spitzhub und vier Leibeigene an das St. Kastuluskloster in Moosburg schenkte. Wall ging als Schenkung an das Reichsstift Obermünster und so hatten die Wallerer Bauern einen Teil der Gült dorthin zu leisten, auch den 2/3-Zehent erhielten die Nonnen, ein Drittel wurde an die Pfarrei Duggendorf gegeben.
Nach dem Aussterben der Herren von Pettendorf mit Friedrich III. als letztem Pettendorfer kam die Gegend über seine Erbtochter Heilinka 1119 an die Wittelsbacher und diese wurden die Vogtherren des Klosters. Sie vergaben die Vogtei an die Burgherren von Wolfsegg, die seitdem in einer Beziehung zu Wall stehen. Die Wallerer unterstanden der Niedergerichtsbarkeit der Burgherren, wofür sie „Vogthafer“ und „Kuchldienst“ zu leisten hatten. Als sich in Bayern (um 1500) das römische Recht durchsetzte, hatten die Waller Bauern auch Scharwerksgeld oder -dienst zu leisten. In dem Verkaufsbrief über die Wolfschen Güter vom 10. März 1367 der Margaretha Wolf und des Ulrich von Lichteneck an die Herren von Laaber werden sieben Mannschaften zu Wall genannt.
Eine Besonderheit von Wall waren und sind Nussbäume, die früher in der Gegend ganz ungewöhnlich waren. Es ist zu vermuten, dass diese „welschen“ Bäume durch das Kloster angebaut wurden. Den Urmaierhof von Wall (Hofname „beim Hofbauern“, heute Bauernhof Vetter, Forststraße 5) zeichnete das Kloster durch ein Erbrecht aus. Damit verbundene Gerechtigkeiten waren der Erbzins und Besitzveränderungsabgaben, die dem Kloster zustanden. Heirats- und Verkaufsverbriefungen geschahen auf diesem Hof aber durch den Wolfsegger Vogt oder seinen Beauftragten. Zudem durfte der „ganze Hof“ nicht geteilt werden. 1597 entstand sogar ein Streit um das „Erb“, welches der Thumersche Hofmarksherr beanspruchen wollte. Wall hatte im Dreißigjährigen Krieg kaum zu leiden, nur das Hüthaus musste danach wieder aufgebaut werden.
Eine Besonderheit war auch das Wallerer Gasthaus (früher Haus Nr. 5, „beim Bierhofer“, heute Forststraße 1). Die Schänke wurde 1846 in dem Haus eingerichtet und hatte bis 1997 Bestand.
1908 wohnten in Wall 48 Personen. 1964 lebten in Wall 55 Einwohner und es standen neun Wohngebäude hier. 2014 lebten hier 72 Personen und es waren 29 Wohngebäude hier.

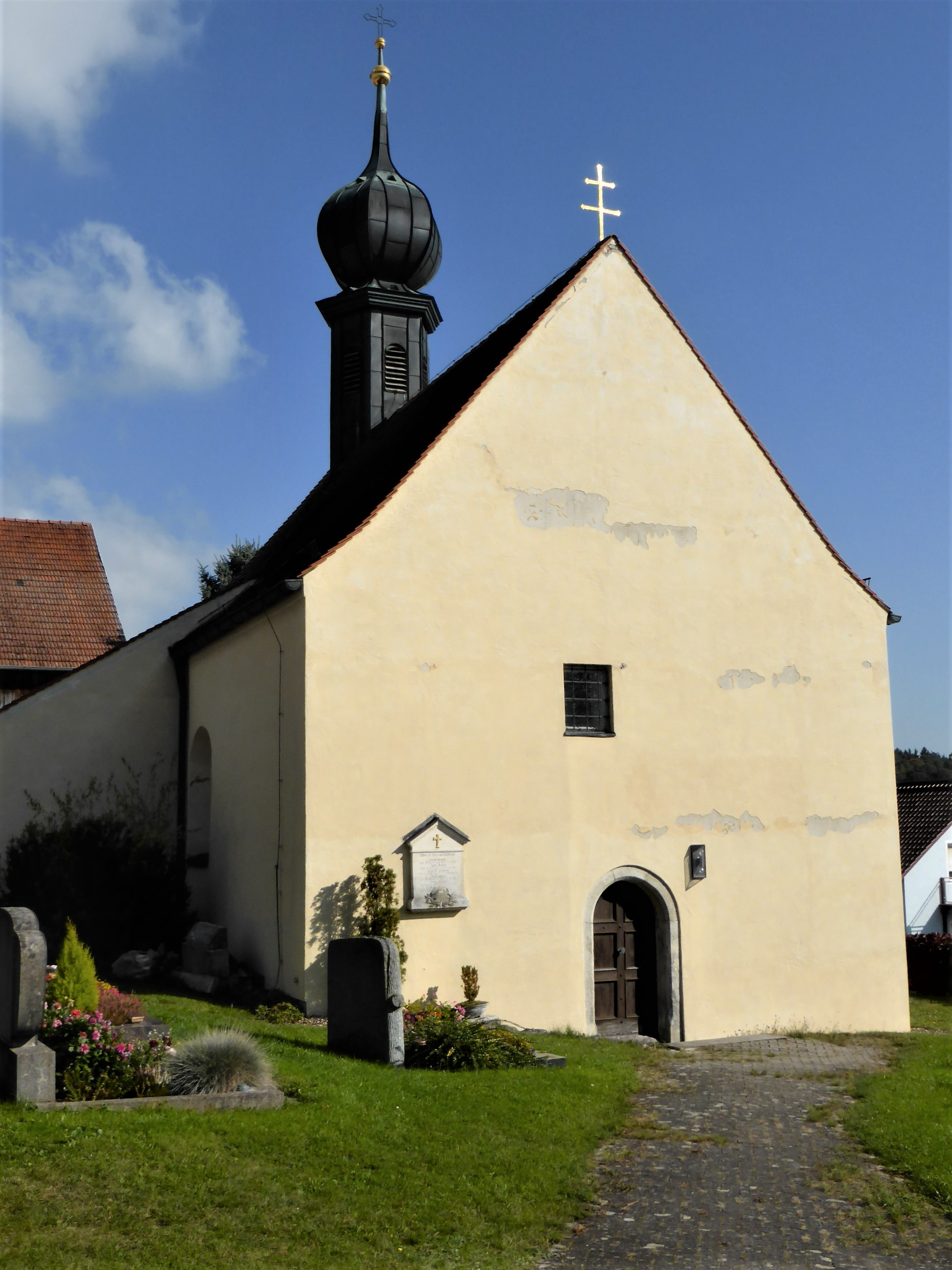
St. Leonhards-Kirche in Wall

## Sehenswürdigkeiten
In Wall befindet sich die romanische St.-Leonhard-Kirche, die vermutlich um 1200 errichtet worden ist und bisweilen Ziel von Prozessionen von Wolfsegg nach Wall war. Zur Kirche gehört auch ein heute noch in Gebrauch stehender Friedhof, der für die Verstorbenen von Wall und Käfersdorf genutzt wird.